# Renúncia
Renúncia és l'acte jurídic unilateral pel qual el titular d'un dret n'abdica, sense beneficiari determinat.
Un exemple de renúncia és un disclaimer, el qual passa a ser una renúncia quan és acceptat. Altres noms per a renúncies són, per exemple, les clàusules exculpatòries o l'alliberament legal.

## Elements de la renúncia
- És un acte jurídic unilateral. Això implica que necessita només la voluntat de l'autor per a ser eficaç, i no la voluntat concurrent de dues o més parts (a diferència, per exemple, de la donació, que pot ser un contracte, si bé implica una renúncia per al donant, requereix acceptació per part del donatari).
- Té per finalitat desfer-se o treure del patrimoni propi, el dret sobre el qual recau aquesta renúncia.
- Li manca un beneficiari determinat.

## Requisits de la renúncia
Perquè la renúncia sigui eficaç requereix:
- El dret ha de mirar només a l'interès individual del renunciant.
- En el dret no està compromès l'interès públic, social o de l'altra persona.
- La renúncia del dret no ha d'estar prohibida per la llei.

## Característiques de la renúncia
- És un acte jurídico, destinat a produir conseqüències de dret.
- És unilateral.
- És abstracta, és a dir que és irrellevant la causa que porta a la renúncia del dret.
- És irrevocable.
- És generalment consensual
- És abdicativa, ja que no és el renunciant, sinó la llei, la que disposa a quin patrimoni anirà el dret renunciat.
- És liberatòria, ja que es marxen amb el dret del patrimoni del renunciant, totes les càrregues, gravàmens i obligacions inherents a aquest dret.